# Affaire Bernard Tartu
Pour les articles homonymes, voir Tartu (homonymie).
L'Affaire Bernard Tartu est une affaire d'abus sexuels sur mineurs mettant en cause le prêtre  catholique français Bernard Tartu chef de chœur de la manécanterie des Petits Chanteurs de Touraine. Accusé d'agressions sexuelles sur des enfants de la manécanterie, il n'est pas jugé lors d'une procédure pénale car les affaires sont prescrites. En revanche, en novembre 2024, le tribunal pénal canonique français, reconnaît Bernard Tartu coupable « d’abus sexuels sur mineurs ». 

## Historique
Bernard Tartu crée en 1954 la manécanterie des Petits Chanteurs de Touraine rattachée à la cathédrale Saint-Gatien de Tours. Il est ordonné prêtre à Tours en 1961. Alors qu'il est chef de chœur des Petits Chanteurs de Touraine, ces derniers le suivent dans ses déplacements : à Loches (1961-1971), Tours (1971-1986) et à Amboise (1986-1997) et enfin avec un retour à Tours à partir de 1997,,.
En 2006, Gilles Martin est la premiere victime à porter plainte contre Bernard Tartu, pour des agressions entre 1968 et 1975. Le prêtre, sous couvert d'examens médicaux, commettait sur lui des attouchements sexuels. Une enquête est ouverte mais classée sans suite, les faits étant prescrits.
Huit autres victimes déposent plainte contre Bernard Tartu, mais les faits remontent à plus de 30 ans et sont aussi prescrits. Toutefois l'évêque Vincent Jordy estime que « l’addition des plaintes », et la « convergence » des dépositions rendent ces allégations crédibles. Aussi Bernard Tartu est, en décembre 2021, mis en retrait et ne peut « plus faire d’office, de messe même en privé » dans la maison de retraite du diocèse où il vit. À la fin de 2021, âgé de 81 ans il doit quitter sa résidence diocèsaine et retourne vivre dans sa famille.
En mars 2022, Vincent Jordy apporte son soutien aux victimes de l’abbé Bernard Tartu .
En novembre 2024, après 18 mois de procédure, le tribunal pénal canonique français, reconnait Bernard Tartu, désormais âgé de 88 ans, coupable « d’abus sexuels sur mineurs ». Il est condamné à une « interdiction perpétuelle de la célébration publique de tout acte liturgique et de tout sacrement et sacramental à l’exception du droit de célébrer la messe seul en privé ; interdiction perpétuelle d’exercer tout ministère d’accompagnement spirituel de personnes mineures ; assignation à domicile dans un lieu désigné par l’évêque responsable ». C’est la première décision connue de cette nouvelle instance créée en 2022,.
En mars 2025, une plaque mémorielle en hommage aux victimes de Bernard Tartu, et d'une façon générale aux victimes d’agressions sexuelles dans l’Église est posée dans la basilique Saint-Martin de Tours.

## À voir